# 曹亚伯
曹亚伯（1875年—1937年10月）亦名茂瑞，字庆云，清末湖北省兴国州永城里 （今湖北省大冶市）人，1910年毕业于牛津大学，同盟会创始人之一，辛亥革命元勋。在辛亥革命、讨袁战争中，多次赴海外从事外联、筹款等活动，支持革命。孙中山曾给予高度评价，认为“曹亚伯于党国革命，曾尽大力”。

## 生平

### 投身革命
曹亚伯幼年受教于本族塾师，后到武昌农务学堂学习，1900年冬考入武昌两湖书院，与黄兴、周震麟、王文豹同学，又与吕大森、宋教仁、陈天华交往密切。
1902年春，與王文豹被派往湖南新化辦中學，曹教博物及數學，這時譚人鳳在新化教小學，常帶領小學生到中學作柔軟體操。秋，由錢維驥介紹，認識禹之謨。冬，過長沙，得知胡瑛暗殺王先謙未遂，即介紹胡瑛往投吳祿貞。
1903年5月，因事改到長沙任教于甯鄉中學、求中學校、長沙中學，更參加長沙日知會。
1904年，春假，到江西吉安宣傳革命思想，散發《猛回頸》《警世鐘》等書，江西巡撫下令追捕，曹亞伯逃到武昌，暫寄科學補習所。初秋，回長沙。10月，黃興等謀于長沙起義，事洩，曹亞伯與聖公會牧師黃吉亭協助黃興、宋教仁逃離長沙。
1905年春，端方任湖南巡撫，以曹亞伯與革命黨通聲氣，不欲曹留長沙，派往日本爲調查宗教委員。曹到日本，即入讀東京府下淀橋町中田重治所辦聖書學院，且常與先到日本的黃興、宋教仁討論革命如何繼續，又藉他人介紹，認識孫文。7月，中國同盟會成立，曹亞伯為首批參加者之一。
1906年，日本政府應清政府要求，給孫文六千元，並催促離開日本，又取締中國留學生，同盟會內激辯該留該不留，引致陳天華自殺。曹亞伯決定離開，跟隨中田重治往英國。曹先回武昌，再往香港見陳少白、馮自由，乘船至新加坡見孫文，于法國馬賽上岸，後抵倫敦，得革命同志幫助，留學英國。
1917年9月，中華民國軍政府在廣州成立，孫文任命曹亞伯為大元帥府參議。

### 晚年
1937年抗日战争中，沪郊昆山沦陷前半个月，曹亚伯因救死扶伤，染疫而疾，逝于家中，享年62岁。

## 著作
《第一次欧战中世界旅行记》，《大冶之铁矿》，《旅欧记》、《武昌革命真史》等。